# Astrid Gilardi
Astrid Gilardi (Lecco, 19 febbraio 2003) è una calciatrice italiana, portiere del Como e della nazionale italiana under 23.

## Carriera

### Club
Nata a Lecco ma cresciuta con la famiglia a Mandello del Lario, Gilardi si avvicina al calcio fin da giovanissima, tesserandosi con la Polisportiva Mandello e iniziando a giocare dall'età di 6 anni. Dopo i primi due anni trascorsi alla scuola calcio della società polisportiva mandellese, per il successivo triennio gioca con i maschi pari età nella formazione pulcini nel ruolo di difensore centrale sotto la guida dell'allenatore della squadra Francesco Malvaso.
Non avendo prospettive future con la Polisportiva Mandello, non avendo questa in programma di realizzare una squadra interamente femminile, nel 2014 Gilardi si trasferisce al Real Meda dove si mette ben presto in vista. Alla sua prima stagione con il club brianzolo conquista un posto da titolare con le Esordienti e nella stagione 2016-2017, giocando nella categoria Giovanissime Regionali 2002, colleziona 24 presenze subendo solamente 8 reti, e grazie anche alle sue qualità di portiera il Real Meda vince tre tornei.

### Nazionale
Gilardi inizia a essere convocata dalla Federcalcio italiana fin dal 2018, chiamata dalla responsabile della formazione under 17 Nazzarena Grilli in occasione delle qualificazioni all'Europeo di Bulgaria 2019, tuttavia nelle due fasi del torneo il tecnico le preferisce Beatrice Beretta dovendo così rimandare il debutto con la maglia delle Azzurrine in un torneo ufficiale UEFA alla successiva edizione. Nel frattempo disputa qualche amichevole, scendendo tra i pali da titolare nella seconda della doppia sfida con le pari età della Norvegia del 19 gennaio 2019, a Tirrenia, incontro vinto dall'Italia per 2-1 e che segna il suo debutto in U17.
Nel maggio del 2025, Gilardi riceve la sua prima convocazione in nazionale maggiore dal CT Andrea Soncin, per uno stage in vista degli incontri di UEFA Women's Nations League con Svezia e Galles; quindi, viene inclusa nella lista definitiva delle convocate.

## Statistiche

### Presenze e reti nei club
Statistiche aggiornate al 28 aprile 2025.
| Stagione        | Squadra         | Campionato      | Campionato | Campionato | Coppe nazionali | Coppe nazionali | Coppe nazionali | Coppe continentali | Coppe continentali | Coppe continentali | Altre coppe | Altre coppe | Altre coppe | Totale | Totale |
| Stagione        | Squadra         | Comp            | Pres       | Reti       | Comp            | Pres            | Reti            | Comp               | Pres               | Reti               | Comp        | Pres        | Reti        | Pres   | Reti   |
| --------------- | --------------- | --------------- | ---------- | ---------- | --------------- | --------------- | --------------- | ------------------ | ------------------ | ------------------ | ----------- | ----------- | ----------- | ------ | ------ |
| 2019-2020       | Inter           | A               | 0          | 0          | CI              | 0               | 0               | -                  | -                  | -                  | -           | -           | -           | 0      | 0      |
| 2020-2021       | Inter           | A               | 4          | -9         | CI              | 4               | -6              | -                  | -                  | -                  | -           | -           | -           | 8      | -15    |
| 2021-2022       | Inter           | A               | 0          | 0          | CI              | 3               | -1              | -                  | -                  | -                  | -           | -           | -           | 3      | -1     |
| 2022-2023       | Inter           | A               | 0          | 0          | CI              | 0               | 0               | -                  | -                  | -                  | -           | -           | -           | 0      | 0      |
| Totale Inter    | Totale Inter    | Totale Inter    | 4          | -9         | -               | 7               | -7              | -                  | -                  | -                  | -           | -           | -           | 11     | -16    |
| 2023-2024       | Como            | A               | 6          | -7         | CI              | 1               | -6              | -                  | -                  | -                  | -           | -           | -           | 7      | -13    |
| 2024-2025       | Como            | A               | 23         | -35        | CI              | 0               | 0               |                    | -                  | -                  |             | -           | -           | 22     | -31    |
| Totale Como     | Totale Como     | Totale Como     | 29         | -42        | -               | 1               | -6              | -                  | -                  | -                  | -           | -           | -           | 30     | -48    |
| Totale carriera | Totale carriera | Totale carriera | 33         | -51        | -               | 8               | -13             | -                  | -                  | -                  | -           | -           | -           | 41     | -64    |

## Palmarès

### Club

#### Competizioni giovanili
- Campionato Primavera: 1

Inter: 2018-2019